# 種子島久道
種子島 久道（たねがしま ひさみち、寛政5年10月23日（1793年11月26日） - 文政12年5月13日（1829年6月14日））は、薩摩藩（鹿児島藩）家臣で第23代種子島氏当主。初名は輔時、次いで久徴を名乗り、後に久道に改名した。幼名は鶴袈裟、官名は蔵人、美濃、伊勢。男子直系子孫としては最後の種子島本家当主となった。

## 略歴
寛政5年10月23日（1793年11月26日）に誕生、同9年6月6日（1797年6月30日）には早々と島津斉宣次女・御隣と結婚する。文化2年12月15日（1806年2月3日）に鹿児島城にて元服する。
文化15年1月13日（1818年2月17日）、突如島津斉興は種子島家家老・北条守道を呼び出し、「去年生まれたばかりの男子（普之進、後の島津久光）を久道と御隣の間に生まれた娘と結婚させて婿養子とし、種子島家の後継者とするように」と命じた。久道と御隣夫妻はまだ若く、男子の出生が期待できた時期のこの申し出は、さすがに藩主の命とはいえ非常に失礼と受け取られ、種子島家の家臣からは「島津家の本姓は源氏、種子島家の本姓は平氏で別族であるため承服しがたい」と反対運動が起こった。しかし、最終的には藩主との軋轢を懸念した久道の決定によりこの養子縁組を受けることとなる。その後、養子となった普之進の養育は斉興の手元で行われ、種子島家からは全く手が出せなかった。
ところが文政8年1月13日（1825年3月2日）に島津斉興は「思うところあって」普之進の養子縁組を撤回すると突然宣言した。種子島家を大いに侮辱したこの行為に対して久道・御隣夫妻は斉興に対して抗議している。しかしその後、普之進に代わる養子が立てられることもなく、病気がちであった久道は文政12年5月13日に死去。正室・御隣、側室との間にも女子しかおらず、種子島家は断絶の危機に立たされた。しかし、久道未亡人・御隣（松寿院）や種子島家家老達の必死の陳情により、「しかるべき養子が決まるまで、松寿院が種子島家の家督代を務める」事が認められ、家名廃絶の危機は免れることが出来たのである。
久道の跡を嗣ぐ久珍がやってきたのは久道の死後15年も経った後のことになる。

## 家族
- 父：種子島久照
- 母：側室（聞法院、-文化9年5月6日、新納木工右衛門の姉）
- 養母：島津久濃の娘（清孝院、-文政10年7月9日、父・久照の正室）
  - 異母姉：於邑（花月院、安永9年7月23日-文化5年1月22日、伊勢準之助妻→離婚後、市田義宣（広大院の甥）妻）
  - 異母姉：佐登（梅光院、天明元年11月5日-嘉永3年4月10日、宮之原甚五兵衛妻→離婚後、北条時昭妻
  - 同母弟：時中（寛政8年1月3日-弘化2年2月3日、種子島次時養子）
  - 同母妹：婦天（享和2年6月22日-文化12年1月7日）
- 正室：御隣（松寿院、9代薩摩藩主・島津斉宣次女）
  - 長女：歌袈裟（文化11年9月15日-文化13年6月13日）
  - 次女：巌袈裟（文化14年2月12日-文政元年2月9日）
  - 長男：鐵熊（文政元年4月6日-同年8月18日）
  - 次男：知千代（文政2年11月6日-文政3年8月25日）
  - 三女：久美（文政4年12月20日-、島津久徴妻）
  - 四女：婦美（文政6年9月22日-、鎌田之允妻）
- 側室：楚女（出自、生没年不詳）
  - 五女：政袈裟（文政8年3月晦日-嘉永2年11月12日、關山糺妻→離婚後、伊勢雅楽妻）